# Meister von 1302
Als Meister von 1302 (it. Maestro del 1302 oder auch Maestro di Gerardo Bianchi) wird ein Maler in Italien zum Anfang des 14. Jahrhunderts bezeichnet. Der namentlich nicht bekannte Künstler war im Norden des Landes in der Emilia-Romagna tätig. Er erhielt seinen Notnamen nach einem Fresko im Baptisterium in Parma, das als Stifter den 1302 verstorbenen Kardinalbischof von Sabina Gerardo Bianchi di Parma darstellt. Das Nischenfresko zeigt ihn in Andacht vor einer Madonna, die weiter von Engeln und Johannes dem Täufer umgeben ist.
Dem Meister von 1302 können eventuell noch weitere Fresken in Parma zugeordnet werden. Es wird auch vermutet, dass Werke in Como mit der Darstellung der Heiligen Fausta und Liberata oder ein weiteres Fresko, heute in der Pinacoteca von Cremona, ebenfalls aus seiner Hand stammen könnten.
Wie der Baustil des Baptisteriums ist auch der Malstil des Meisters von 1302 bereits der frühen Gotik in Italien zuzuordnen.